# Селско стопанство
Селското стопанство е отрасъл на икономиката, включващ отглеждането на домашни животни и растения, от които се произвеждат храна, влакна, биогорива, лекарства и други продукти. Неговото възникване изиграва ключова роля за появата на човешката цивилизация, създавайки излишъци от хранителни ресурси и давайки възможност за увеличаване на гъстотата на населението и усложняване на обществената организация. Приложно-научната област, изучаваща селското стопанство, се нарича аграрни науки.
Историята на появата и развитието на селското стопанство започва далеч в миналото, и се е определяло от различни климатични условия, култури и технологии. В крайна сметка индустриалното земеделие базирано на големи площи от монокултури се е наложило като основен вид земеделие. Използването на изкуствени торове, пестициди, селекция на растенията, генно инженерство увеличават добивите на отглежданите културни растения, но водят със себе си редица екологични проблеми и проблеми със здравето на хората. По същия начин генното инженерство, използването на хормони на растежа, антибиотици и други химически продукти водят до увеличение на производството на месо и животински продукти, като например мляко. Генно-модифицираните организми, използването на хормони на растежа и някои други химически продукти са забранени в редица страни, но намират широко приложение в САЩ и някои от развиващите се страни. Производството на храни и водните ресурси са два свързани глобални проблема, които са и ще бъдат предмет на дебати между регионите и страните. Намаляването и влошаването на качеството на водните запаси както и проблемите с глобалното затопляне включително влиянието му върху селското стопанство и обратното, влиянието на селското стопанство върху глобалното затопляне, са проблеми, за които трябва да работят заедно регионите и страните.
Селското стопанството обхваща широк кръг подобласти и специализирани технологии. Традиционно в основата му са отглеждането на растения върху обработваема земя и на животни в пасища. Съвременните селскостопански технологии, като създаване на нови сортове и породи и използване на пестициди и торове, рязко увеличават добивите, но в същото време някои от тях водят до щети за околната среда и до увреждане на здравето на хората.
Основните селскостопански продукти могат да бъдат обединени в няколко големи групи – храни (например, зърнени храни, зеленчуци, плодове, месо), влакна (например, памук, вълна, коноп, коприна), горива и суровини за промишлеността. В наши дни растения се отглеждат за производството на биогорива (метан и етанол от биомаса, биодизел), фармацевтични продукти и биопластмаси. Част от продуктите на селското стопанство се използват с декоративна цел – цветя, екзотични риби и птици и други.
Към 2007 година една трета от заетите в света работят в селското стопанство, като секторът на услугите изпреварва селското стопанство като стопанския сектор с най-голям брой заети. Въпреки големия брой на работещите, селскостопанската продукция дава едва 6% от общия брутен вътрешен продукт на страните в света, като в развитите страни този дял е много по-нисък (1,9% в Европейския съюз и 1,2% в Съединените щати).

## История
Селското стопанство играе ключова роля в развитието на човешката цивилизация, като преди Индустриалната революция огромното мнозинство от населението е заето в селското стопанство. Техническият напредък в областта на селското стопанство дълго време е решаващ фактор за обществените промени по света. Според някои оценки, преди появата на земеделието населението на света никога не успява да надхвърли 15 милиона души.
Разделението на труда, характерно за земеделските общества, довежда до специализация, рядко срещана в примитивните култури на ловци-събирачи. По същия начин появата на земеделието обикновено е свързано с възникването на епичната литература и монументалната архитектура, както и на кодифицираните правни системи.
Развитието на селскостопанските технологии непрекъснато увеличава производителността, а периодите на масово разпространение на нови технологии често са наричани селскостопански революции. Технологии като напояването, сеитбообращението, наторяването и пестицидите се появяват отдавна, но едва през 20 век започват да се прилагат масово в глобален мащаб.

### Възникване
Земеделието възниква независимо в различни части на света. Най-малкото 11 региона в стария и новия свят са независими участници в това развитие.
Диви видове зърнени храни са събирани и използвани за храна най-малко през 20 000 BC. От 9500 BC, осем храни са култивирани и използвани в Леванта. Това са двузърнест лимец, еднозърнест лимец, ечемик, грах, леща, нахут, лен. Ориза е култивиран в Китай в преди 8200 до 13 500 години.

### Ново време
През 20 век индустриалната революция навлиза в селското стопанство. През този период започват да се използват все по-модерни машини и технологии. Ръчният труд и примитивните машини са заменени от много по-производителна механизация. Навлизането на електрониката прави управлението на обработките и прилагането на технологиите в селското стопанство много по-лесно. Възможността например точно да се определи при прибирането на реколтата разпределението на добивите в рамките на една нива помага за вземане на правилни решения за торене, напояване и други.

### Съвременно развитие
Значителни технологични промени в селското стопанство настъпват през 20 век. По-специално процесът на Хабер за синтезиране на амониев нитрат намалява значително нуждата от рециклиране на хранителните вещества в почвата чрез сеитбообращение и естествени торове. Синтетичните азотни торове, наред с изкопаемите фосфати, пестицидите и механизацията довеждат до бързо нарастване на добивите в селското стопанство от началото на 20 век. Повишеното предлагане на зърно води и до поевтиняване на добитъка. Ново нарастване на добивите по-късно през 20 век е свързано с разработването на високопродуктивни сортове на ключови култури, като ориз, пшеница и царевица, по време на процеса, известен като Зелена революция. Това развитие на технологиите опровергава известното предвиждане на Томас Малтус (1766 – 1834), че природните ресурси на Земята в близко бъдеще ще се окажат недостатъчни да изхранят нарастващото население на планетата.
Съвременните методи на селско стопанство включват заснемане на определени региони от Космоса, за да прави оценка на състоянието на растенията.
По този начин през 20-век развитието на селското стопанство се характеризира с увеличаване на производителността му, заместване на разходите за труд с използването на изкуствени торове и пестициди, което води до замърсяване на водните ресурси и със субсидиране на земеделските производители. През последните години се засилват реакциите срещу отрицателното влияние на традиционната селскостопанска практика върху екологията. Това засилва значението на биоземеделието и устойчивото земеделие. Основен двигател на промените в тази посока е ЕС, който първи сертифицира (органична храна) биохрана през 1991 година и през 2005 година започва да реформира Единната селскостопанска политика на ЕС. Нарастването на обема на биоземеделието изисква подновени изследвания в областта на алтернативни технологии като интегрирана защита на растенията и селекция на животни и растения.
През 2007, увеличаването на количеството на отглежданата продукция за производство на биогорива в съчетание с редица други фактори като климатични промени, увеличаващото се население в света, увеличени транспортни разходи и други води до недостиг на храни в Азия, Африка, Мексико, както и увеличаване на цените на хранителните продукти. Международният фонд за селскостопанско развитие (The International Fund for Agricultural Development) приема за факт, че увеличаването на малките ферми може да е част от решението за решаването на проблемите с храните. Експерименти във Виетнам потвърждават това, където чрез развитието на малки ферми, страната се превръща от вносител на храни в износител и показва значителен спад в областта на бедността.

### Съвременно развитие в България
Като част от ЕС България трябва да се съобразява с тенденциите на развитие в Европа, както и състоянието в което се намира българското селско стопанство. През 2013 година излиза от Министерството на земеделието „Национална стратегия за устойчиво развитие в земеделието в България в периода 2014 – 2020 година“, в която се дава оценка на състоянието и начините за преодоляване на проблемите. На стр. 4 се казва:
| „ | От гледна точка на продоволствената сигурност и от позицията на влошаващо се здравословно състояние на българската нация може да се счита за абсурд, когато вноса на такива важни продукти като плодове, зеленчуци, месо и редица други преобладава над износа и достига заплашителните равнища от 70 – 80%. Липсва ясна политика за развитие на сектора и значението му за икономиката на страната като се има предвид, че агроиндустрията в света през 2030 г. ще определя в значителна степен развитието на всички важни за човека преработвателни индустрии като хранително-вкусовата, фуражната, леката, енергетиката, химическата, фитофармацевтичната, козметичната, туристическата и редица други. | “ |

Аналогични са и оценките дадени в Икономически доклад на БАН за 2016 година: Съсредоточаване на земята в малък на брой стопанства, които и получават субсидиите, монокултурно земеделие, като се произвеждат само 7% от ябълките, 22% от доматите, 33% от месото и 44% от
млякото, необходими за населението на България, голям административен апарат в Министерството на замеделието (17000 души, без някои държавни предприятия), което го превръща в най-голямата икономическа структура на държавата и други.
Освен това:
- Прекъсната е връзката между земеделските производители и потребителите.
- Основно място в търговията заемат мултинационалните търговски вериги, които не са заинтересовани от развитието на дребните стопанства.
- Западащо животновъдство, овощарство и зелечукопроизводство
- Производство на продукция с ниско ниво на добавена стойност, основно зърно.
- Липсват традиционните български храни
- Няма връзка между селскостопанските производители и преработващите предприятия и така наречения вътрешен износ-туризма.

## Основни продукти
| Основни групи селскостопански продукти, производство в милиони тонове през 2004 г. | Основни групи селскостопански продукти, производство в милиони тонове през 2004 г. |
| ---------------------------------------------------------------------------------- | ---------------------------------------------------------------------------------- |
| Зърнено-житни култури                                                              | 2263                                                                               |
| Зеленчукови култури                                                                | 866                                                                                |
| Кореноплодни култури                                                               | 715                                                                                |
| Мляко                                                                              | 619                                                                                |
| Плодове                                                                            | 503                                                                                |
| Месо                                                                               | 259                                                                                |
| Маслодайни култури                                                                 | 133                                                                                |
| Риба (оценка за 2001)                                                              | 130                                                                                |
| Яйца                                                                               | 63                                                                                 |
| Зърнено-бобови култури                                                             | 60                                                                                 |
| Влакнодайни култури                                                                | 30                                                                                 |
| Източник: Организация за прехрана и земеделие (FAO)                                |                                                                                    |

### Растениевъдство
Растиеновъдството зависи от наличните ресурси и ограничения: географски и климатични условия, държавната политика, икономика, политика и социални условия и други

### Животновъдство
Животните, включително коне, мулета, волове, биволи, камили, лами, магарета и кучета се използват често за обработка на земята, прибиране на реколтата, като транспортно средство, за пазачи и др. Животновъдството не се занимава само за отглеждането на животни за месо и животински продукти като мляко, яйца, или вълна, но и отглеждането на някои видове за извършване на работа, за спорт, хоби и други.
Системите за работа в животновъдство се разделят в зависимост от начина на хранене: на пасища, смесено и изцяло затворен вид. През 2010 година 30% от сушата, която не е заледена се използва за животновъдство, като с това се занимават 1,3 милиарда души. Между 1960 и 2000 година има значително увеличаване на продукцията от животновъдството, специално говеда, свине и пилета, като при пилетата увеличението е 10-кратно. Съществено са увеличени и производството на мляко и яйца. Общото количество говеда, овце и кози в света ще продължава да се увеличава значително до 2050 година. Аквакултурите или рибните ферми, производството на риба за консумация в специални отделени за целта обеми е един от най-бързо развиващите се сектори, като се увеличава средногодишно между 1975 и 2007 с 9%.
През втората половина на 20 век производителите създават чрез изкуствена селекция нови породи животни, които са по-продуктивни от старите породи, без да се съобразяват с опазването на биоразнообразието. Това води до намаляването на биоразнообразието, както и до намалена устойчивост към болести и местните условия спрямо местните породи животни.
Отглеждането на животни чрез пасища се извършва основно при преживните животни в райони, в които производството на растителни храни не е надеждно поради климатични или почвени условия. Комбинираните системи за отглеждане на животни използват пасища, фуражи и зърно за изхранване на преживни и други животни. При свиневъдството и птицевъдството в развитите страни се използват основно затворени пространства за отглеждане. Учени оценят, че до 2030 година 75% от нарастването в животновъдството ще става за сметка на производство в затворени ферми, а не на свобода.

## Технологии
Селското стопанство включва технологични процеси, извършвани от специализирани работници, върху определена специално за целта площ и предимно за нуждите на населението живеещо в градовете. То включва следните основни процеси:
- Оране: подготвя почвата за сеитба, засаждане (сеитба), торене или борба с вредителите.
- Борба с вредителите, включваща използване на пестициди, биологични методи, механични и системни като сеитбооборот и други.
- Осигуряване на хранителни вещества за растенията, включващо въвеждане в почвата на естествени торове, изкуствени и изкопаеми торове и други.
- Напояване: Управление на водното стопанство – селското стопанство използва около 70% от прясната вода в света и нейното пълноценно и правилно използване е много важно.
- Решаване на екологичните проблеми: Все по-важно става решаването на екологичните проблеми от селското стопанство да бъде не само въпрос на обществото, а на самото стопанство.

## Политика
Много държави субсидират селскостопанското производство по различни съображения от политически или икономически характер. Тези земеделски субсидии често са обвързани с производството на определени продукти, като пшеница, царевица, ориз, соя или мляко. Те често са критикувани като протекционистични, неефективни и вредни за околната среда.
Основната задача на селското стопанство на дадена страна е осигуряване на населението с хранителни продукти на стабилни цени. Държавата трябва да осигури необходимото законодателство и контролни органи, които да контролират качеството на храните. Освен това селскостопанската политика трябва да изпълнява и допълнителни цели като:
- Запазване на естествените ресурси: земя, вода и въздух
- Инфраструктурно, стопанско, социално и културно съживяване на селските райони
- Грижа за природните дадености и запазване на многообразието на видовете
- Производство на възобновяема енергия
- Наличие на суровини за индустрията и енергията

Големите агропроизводители, търговските лобита, потребителите и други групи се опитват да влияят на политиката за прокарване на своите интереси. Агробизнеса има най-голямо влияние и обикновено интересите на потребителите остават на последно място. Така например през 2010 големите компании производители на храни блокират инициатива на ФАО за подобряване на стандартите на работа в животновъдството, което представлява най-големия потребител на прясна вода, най-основния замърсител на природата, както и е основнен причинител на наднорменото тегло и болестите на голяма част от населението и по този начин блокират възможността да се подобрят стандартите за здравето и околната среда.
В България държавното предприятие „Напоителни системи“ е един от най-големите собственици на държавно имущество и то трябва да се управлява в интерес на обществото. През 2012 година напояваните площи в страната са намалени да 2% от обработваемите площи. Това, заедно с другите фактори води до намаляване делът на овощарството, зеленчукопроизводството, лозарството, които са един от основните фактори за правилното хранене на населението чрез така наречената средиземноморска диета. При този начин на хранене плодове и зеленчуци трябва да се консумират ежедневно, като при това от корена до масата на консуматора трябва да са минали не повече от 72 часа.

## Въздействие върху околната среда

### Влияние на животновъдството
Животновъдството е един от най-големите причинители за проблемите на околната среда. Животновъдството ангажира 70% от земята, използвана за селскостопански цели или 30% от земната повърхност. То е един от най-големите източници на парникови газове с 18% от световните емисии на парникови газове, приравнени към CO2. За сравнение всички транспортни средства дават заедно 13,5 % от CO2. То произвежда 65 % от генерирания от дейността на човека диазотен оксид (който притежава 296 пъти по-голям парников ефект от CO2) и 37% от цялото количество генериран от човека метан (който притежава 23 пъти по-голям парников ефект от CO2), както и генерира 64 % от емисиите на амоняк. Животновъдството се счита за ключов фактор за увеличаването на обезлесяването: В басейна на Амазонка 70% от предишните гори са превърнати в пасища, а останалите 30% се използват за отглеждане на фураж. По този начин животновъдството е причина и за намаляването на биоразнообразието.

### Напояване и водни ресурси
Селското стопанство използва като цяло около 70% от ресурсите на прясна вода. Като си има предвид, че все повече прясна вода се използва от индустрията и за увеличаващото се население в градовете, се очаква увеличаващото се производство на селскостопанска продукция да трябва да се справя при използване на по-малко прясна вода. Използването на вода за напояване води до проблеми с околната среда като разрушаване на естествените влажни райони, и осоляване и ерозия на почвата от неправилно поливане. Ако един човек се нуждае от около четири литра вода за директна консумация на ден, то за производството на храната необходима му на ден са необходими около 5000 литра вода.
Преобразуването на земята за целите на производство на стоки и услуги са основната причина за унищожаването на екосистемата на земята. и се счита за основната причина за унищожаването на биоразнообразието. Оценява се, че 39% до 50% от преобразуваната земя от човека. Около 24 % от земята се унищожава като екосистема от засоляване, превръщането ѝ в пустиня или обезлесяване.
Увеличеното съдържание на торове в почвата води до попадане на азот и фосфор във водните басейни, което от своя страна води до еутрофикация. Това предизвиква измиране на рибата и влошаване на биоразнообразието, както и унищожаване на водата във водните басейни като питейна.

### Пестициди
В световен мащаб използването на пестицидите е увеличено от 1950 година на 2,5 милиона тона годишно. Световната здравна организация СЗО оценява през 1992 година, че са станали 3 милиона инцидента с пестициди, от които 220 хиляди със смъртен изход.изт 100 Разпределението на инцидентите показва, че при използване на 80% от пестицидите в развитите страни само половината от инцидентите са в тях. Това се обяснява с неизползването на предпазно облекло и неспазването на охраната на труда в развиващите се страни. Поради изграждането на резистентност на вредителите към пестицидите, се налага непрекъснато обновяване на използваните видове пестициди. Изследванията показват също, че засиленото използване на пестициди оставя следи в селскостопанската продукция предлагана за консумация, като например мляко за консумация.
Намаляването на количеството на използваните пестициди може да стане с използването на добри агротехнически практики като сеитбообращение, биологични методи за борба с вредителите. Използването на отпадни продукти от животновъдството, например за торене подобрява баланса на почвата.